# Château d'Akova
Le château d'Akova (grec moderne : Κάστρο της Άκοβας) est une fortification médiévale située en Gortynie, en Arcadie, en Grèce. Le château médiéval, également connu sous le nom de Mattegrifon, est construit sur une colline escarpée, inaccessible des trois côtés.
Le château est le siège de la baronnie d'Akova, l'une des plus importantes seigneuries de la principauté franque d'Achaïe, établie en Morée après la quatrième croisade, Sous le château se trouvent les ruines d'une acropole antique non identifiée, pouvant être l'ancienne Teúthis (el).
Depuis 40 ans, Akova est le site d'un festival d'été, comprenant des pièces de théâtre ainsi que d'autres activités culturelles, organisé par le village voisin de Vyzíki.